# 阿曽温泉
阿曽温泉（あそおんせん）は、三重県度会郡大紀町阿曽にある温泉。廃校となった小学校の校舎を再利用した温泉施設が特徴で、一帯は阿曽湯の里（あそゆのさと）として整備されている。

## 泉質
三重県観光保全事業団の「温泉分析書」によると、泉質は「含二酸化炭素-ナトリウム・カルシウム-塩化物・炭酸水素塩温泉」であり、低張性中性低温泉の湯である。空気に触れると酸化して赤茶けた温泉水になる。湯は「まろやか」で、肌がすべすべになるという。効能は冷え症、慢性皮膚炎、慢性婦人病、神経痛、慢性消化器病、疲労回復などである。

### 源泉
阿曽温泉の源泉は入浴施設のある阿曽湯の里ではなく、宮川支流の大内山川沿いにあり、施設まで引湯している。また阿曽温泉の泉源は1か所ではなく複数あることから、阿曽温泉群とも呼ばれ、阿曽集落北部の紀勢本線沿いには3つの泉源が集中している。温泉水により、阿曽には大規模な石灰華（トラバーチン）が形成されており、大紀町の天然記念物に指定されている。

## 歴史
江戸時代にはすでに発見されていたと伝えられる。その後、1960年代から1970年代にかけて1軒の温泉宿(阿曽温泉ホテル）があったが、廃業した。阿曽温泉ホテルの別棟（山賊亭）で肉・魚・野菜などを炭火で串焼きにする「山賊焼」を名物としていた
阿曽温泉ホテルは、プール・パーゴルフ場・打ちっぱなしを備えたホテルで、渡鹿野島にあった朝潮ホテルの系列であった。
1990年代には阿曽に隣接する滝原に「阿曽温泉大滝峡グリーンヴィレッジ」という施設があったが、これも廃業した。温泉宿が長続きしなかったのは、温泉水が酸化しやすく、赤茶色になってしまうからだと役場職員は考えていた。2001年（平成13年）時点では源泉に飛散防止措置を施して利用できない状態であったが、源泉の所有者と当時の大宮町当局との間で使用権契約が取り交わされた。
一方、2003年（平成15年）3月に阿曽小学校が滝原小学校と統合して廃校になると、住民の間で使われなくなった校舎を活用しようという動きが起きた。大宮町当局は住民の意向を受け、旧阿曽小学校の校舎を浴室・休憩室・食堂として整備し、2005年（平成17年）7月に町営の温泉施設「阿曽温泉」として開業した。食堂は地元の女性が運営し、調理器具を各自持ち寄って経営に取り掛かった。開業当時、紀勢自動車道は未開通であり、国道42号で名古屋・大阪・京都方面から尾鷲方面へ向かう釣り客が道中に立ち寄る温泉として受け入れられた。1日の平均来湯者数は120人であった。
2006年（平成18年）10月には全県的な飲酒運転撲滅を目指す動きの中で、売店・食堂での酒類（缶ビール）販売を中止することになった。2008年（平成20年）からは、大紀町の人的資源や地域資源を活用した体験事業を開始した。
2020年（令和2年）3月3日よりコロナウイルス感染症の流行に伴い、4月30日までの予定で臨時休業を継続している。
2021年（令和3年）4月29日から5月9日にかけても臨時休業が続いている。

## 阿曽湯の里
阿曽湯の里は日帰り入浴施設「阿曽温泉」を核とした「ふれあい総合施設」と位置付けられている。入浴施設のほかに、阿曽温泉あすなろ会が運営する「あすなろ食堂」、農産物直売所「四季の店 旬彩」、交流体験室、エコミュージアムセンター「宮川流域交流館たいき」で構成する。四季の店 旬彩は旧講堂を改修したもので、土・日・祝日のみ営業し、壁には阿曽小学校の校歌を掲げている。
町民以外では、釣り客や登山客の来湯が多いため、登山マップを用意している。

### 入浴施設
阿曽温泉の建物は、2003年（平成15年）に廃校となった大宮町立阿曽小学校の木造校舎を再利用している。この校舎は阿曽温泉開業時点ですでに築50年を超えるものであった。中央玄関から入ってすぐのところに受付があり、左側に入浴施設、右側に食堂がある。入浴施設は大紀町が運営し、阿曽小学校のOB・OGが運営を支えている。
廊下や手洗い場は現役当時のまま利用し、食堂と休憩室に黒板やオルガンを残すなど、校舎であったことを偲ぶことができるようになっている。廊下は町民の作品を展示するスペースとして利用し、学校図書館として使われていた教室は、そのまま地域の図書室として活用している。浴室は男女それぞれ1つずつであり、各室15人ほど収容でき、洗い場は6席ある。
6年生の教室として使われていた食堂は、地域の女性で結成された阿曽温泉あすなろ会が、地域の食材を使った味ご飯（炊き込みご飯）や伊勢うどんセットなどの料理を提供する。食堂のメニューは黒板に貼られている。
2000年代以降、日本各地で廃校が増加していることから、廃校の有効活用事例として紹介されることがある。

## 交通
- 紀勢本線（JR東海）阿曽駅から徒歩約15分[2][9][21]。
- 紀勢自動車道大宮大台ICから自動車で約10[9][21] - 15分[2]。
  - 駐車場は30台分ある[9]。